# جين ثاير
جين ثاير (بالإنجليزية: Jane Thayer)‏ هي كاتبة للأطفال أمريكية، ولدت في 11 أغسطس 1904 في شيكاغو في الولايات المتحدة، وتوفيت في 27 يوليو 2005 في Truro, Massachusetts ‏ في الولايات المتحدة.